# Вале Рикети (Бергамо)
Вале Рикети је насеље у Италији у округу Бергамо, региону Ломбардија.
Према процени из 2011. у насељу је живело 45 становника. Насеље се налази на надморској висини од 934 м.